# Премія імені Віктора Зубара
Пре́мія і́мені Ві́ктора Зу́бара присуджується літераторам, публіцистам, краєзнавцям, дослідникам літературно-мистецького і культурного минулого та сучасного Кіцманщини, представникам образотворчого, музичного мистецтва – за особистий внесок у справу духовного відродження, розвиток культури та участь у громадському житті району.

## Заснування премії
Віктор Володимирович Зубар з 1956 до 1994 року постійно проживав, працював і творив у селі Витилівка Кіцманського району Чернівецької області. 

Він був активним громадським діячем, одним із перших просвітян Буковинського краю, відданим українським патріотом,  відомим українським поетом - автором восьми поетичних книг, драматургом і художником.

В 1995 році на знак вшанування творчої і громадської діяльності Віктора Володимировича Зубара Кіцманська районна рада на пропозицію громадськості заснувала літературно-мистецьку премію його імені.

## Вимоги до номінантів на премію
Твори та діяльність претендентів на премію мають відповідати таким вимогам:
- високий професійний рівень;
- суспільно-громадська значимість;
- спрямованість на утвердження української державності, виховання патріотизму, людяності, доброти, справедливості, благородних почуттів душі і серця, відданості рідній землі, традиціям батьків, високим моральним якостям;
- особиста участь претендента у громадській, політичній роботі національно-демократичного спрямування.

## Порядок висунення кандидатів на премію
Кандидатури на здобуття літературно-мистецької премії ім. Віктора Зубара висуваються установами культури, освіти, громадськими, релігійними, мистецькими організаціями і спілками, національно-культурними товариствами, діячами літератури, мистецтва, культури, колективами (їх керівниками, головами профкомів), у яких працюють (працювали) автори творів, висунутих на здобуття премії.
Письмові подання з характеристикою творчості автора та його громадської діяльності, а також примірник його твору (книжки) подаються на ім'я голови комісії з присудження премії за адресою м.Кіцмань, вул.Незалежності, 83, ІІІ-й поверх, кабінет №35. Термін подання — до першого червня поточного року.
Результати розгляду вищезгаданих творів та рішення комісії  оприлюднюються у засобах масової інформації.

## Присудження премії
Премія імені Віктора Зубара присуджується щороку 15 серпня в день народження  поета. 
Нагородженим вручається диплом лауреата.
Як правило, щороку присуджується тільки одна премія.

## Лауреати премії
З 1995 року до 2011 року вручено 14 премій.
За ці роки лауреатами премії стали Ростислав Дуб, Сільва Заєць, Георгій Руснак, Мирослав Куєк, Іван Кушнірик, Іван Труш, Микола Новицький, Євген Гуцуляк, Георгій Мороз, Георгій Кривого, Василь Кишкан, Уляна Деревенко та інші.